# Min Piraya Maja
Min Piraya Maja, ibland kallad "Maja min Maja", är en barnsång av Electric Banana Band med text av Lasse Åberg och musik av Janne Schaffer. Den släpptes 1998 på albumet Electric Banana Tajm.
Låten handlar om att ha en köttätande piraya som husdjur, med en refräng som går "Maja, min Maja, min bitska lilla piraya".
Min Piraya Maja har blivit ett av bandets största hits. Känd för sin "krokodilmunskoreografi" har den fått publikhav på både Hultsfredsfestivalen och Sweden Rock att dansa med. Även kungaparet har setts delta i koreografin, vid Nationaldagsfirandet på Skansen 1999.
Bandet uppträder fortfarande (2025) med Min Piraya Maja, och en något åldrad Lasse Åberg har skämtsamt sagt att det vore en bra död att falla omkull under den.

## Diskografi
Låten finns i en inspelning från 1998. Den finns bland annat med på följande album:
- Electric Banana Tajm (1998)
- Absolute Music: 28 (1998)
- Banankontakt - Musikaltajm (2006)